# Restytucja mienia
Restytucja mienia – zwrot w formie ekwiwalentu (np. pieniężnego) lub w naturze mienia bezprawnie skonfiskowanego przez rząd lub władze samorządowe.
Przykładem dochodzenia restytucji mienia w Polsce są pozwy Żydów polskich o zwrot majątków, które zostały im odebrane, gdy opuszczali oni Polskę po wydarzeniach m.in. marca 1968 roku. Wiele pozwów zostało również złożonych i rozstrzygniętych pozytywnie przez sądy w sprawach zwrotu kamienic odebranych właścicielom w czasach PRL.

## Mienie utracone w Polsce podczas II wojny światowej i w wyniku powojennych nacjonalizacji
Restytucja mienia pozostawionego w Polsce przez osoby, które później otrzymały obywatelstwo amerykańskie została uregulowana przez układ z 16 lipca 1960. Stroną zobowiązaną do zaspokojenia roszczeń obywateli amerykańskich wobec rządu polskiego, pochodzących sprzed tej daty jest rząd amerykański.
Obowiązki państwa polskiego do restytucji mienia utraconego przez obywateli polskich na terenie przejętych przez Litwę, Białoruś i Ukrainę terenów II Rzeczypospolitej zostały określone w Układach republikańskich z 1944 r.